# Банк ДСК
«Банк ДСК» (болг. Банка ДСК, до 1999 року: Державний ощадний банк) — болгарський банк зі штаб-квартирою в Софії, банк спеціалізується на роботі з невеликими клієнтами.
У 2007 році Банк ДСК володіє 20,3 % ринку вкладів фізичних осіб та 32,9 % ринку кредитів фізичних осіб. Банк займає друге місце за обягом залучених депозитів (12,9 %) після ЮніКредіт БулБанка та перше місце за кількістю наданих кредитів (15,7 %). З прибутком у 186,2 млн левів за 2007 рік Банк ДСК залишається другим банком в країні після ЮніКредіт БулБанка.

## Історія

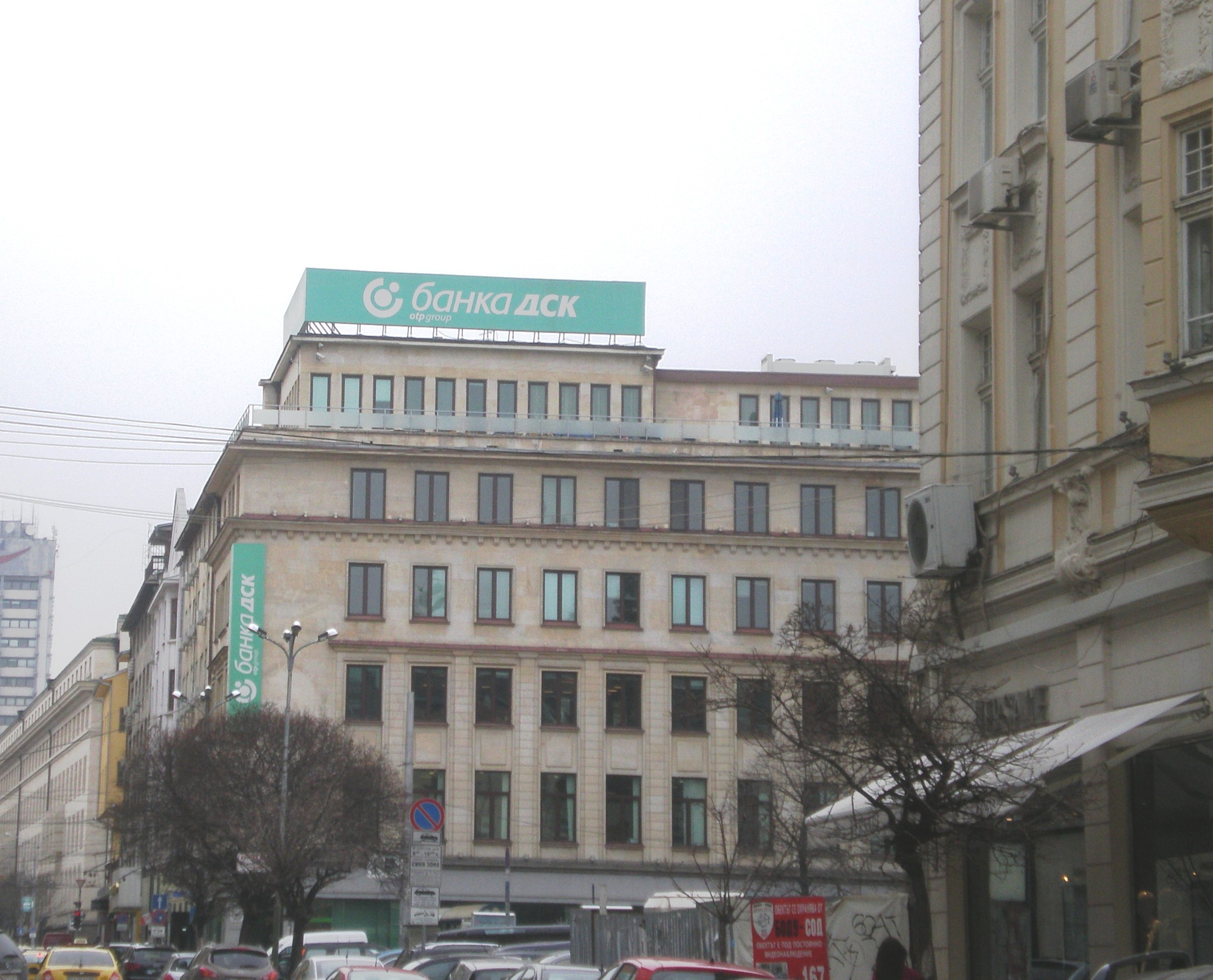
Фінансовий центр Калоян

Банк був заснований як Державна ощадна каса в 1951 році рішенням ради Міністрів Болгарії. В неї входять державна Поштова ощадна каса і націоналізовані кооперативні популярні банки і земельні кредитні кооперації. На ДСК було покладено зобов'язання щодо обслуговування приватних вкладів з Болгарського народного банку. ДСК отримує ексклюзивні права на залучення вкладів від приватних осіб в країні. Спочатку вони використовувалися виключно для кредитування держави, починаючи з середини 60-х років банк отримав можливість видавати споживчі кредити і кредити на будівництво приватним особам. До 1971 року банк підпорядковується Міністерству фінансів Болгарії, а потім — Болгарському народному банку.
Після краху соціалістичної економіки, починаючи з кінця 80-х років Банк ДСК є одним з останніх державних банків, що було приватизовано. У 1999 році банк було перетворено в державне акціонерне товариство і надано його поточну назву. Приватизовано банк було лише в 2003 році, коли угорський банк OTP придбав Банк ДСК. Наступні роки Банк ДСК створює кілька спеціалізованих підприємств, що надають фінансові послуги: ДСК Транс-секюріті, ДСК Управління активами, ДСК Лізинг, ДСК Тури, ДСК Батьківщина (пенсійне страхування).

## Продукти і послуги
Банк ДСК пропонує повний пакет банківських послуг і продуктів, в тому числі індивідуальний банкінг, корпоративний банкінг, приватний банкінг, дебетові і кредитні картки, споживчі кредити, іпотечні кредити і т. д.

## Нагороди та відзнаки
Протягом багатьох років банку ДСК було присвоєно ряд нагород і відзнак, серед яких є дві поспіль отримані найважливіші нагороди «Банк року» в Асоціації «Банк року», які банківська установа отримала в 2004 та 2005 році. Банк ДСК здобував і інші премії від Асоціації, серед яких «Частка ринку», «Ефективність» і багато інших. Банк ДСК також отримував нагороди від різних журналів і асоціацій, таких як: «Кращий банк в Болгарії в 2013 році» від британського видання «Юромани», «Кращий інтернет-банк в Болгарії в 2013 році» від Global Finance, нагороди британського журналу Finance Central Europe і багато інших.

## Корпоративна соціальна відповідальність
Банк ДСК зробив крок вперед щодо корпоративної соціальної відповідальності в підприємницькій діяльності і є учасником низки подій і проектів у цьому напрямку. Серед ініціатив, які банк підтримує, проекти фонду «Разом в годину», SOS Дитячі села в Болгарії та багато інших.

## Цікаві факти
- Центральне управління банку розташоване в будівлі на вулиці «Московська» № 19, яка побудована в 1914 році за проектом архітекторів Георгія Фингов, Димо Ничев і Микола Юруков для тодішнього Софійського банку.